# As I Call You Down
 (mars 2017).
Si vous disposez d'ouvrages ou d'articles de référence ou si vous connaissez des sites web de qualité traitant du thème abordé ici, merci de compléter l'article en donnant les références utiles à sa vérifiabilité et en les liant à la section « Notes et références ».
Albums par Joseph Arthur
Temporary People
(2008) The Graduation Ceremony
(2011)
Albums par Ben Harper
White Lies for Dark Times
(2009) Give Till It's Gone
(2011)
Albums par Dhani Harrison
You Are Here
(2008) EP002
(2011)
Singles
1. Fistful of Mercy
Sortie : 2010

As I Call You Down est le premier album du groupe de rock américain Fistful of Mercy, sorti le 5 octobre 2010.

## Présentation
Après avoir formé le groupe en février 2010, Fistful of Mercy fait ses débuts live dans Morning Becomes Eclectic (en), émission musicale de la station de radio américaine KCRW, le 26 août et dans laquelle il interprète 8 de ses compositions.
Le 5 octobre suivant sort As I Call You Down, album sur lequel on retrouve 5 des morceaux diffusés sur KCRW, enregistrés en studio.
Dans la version digitale diffusée sur iTunes, sont fournis, en titres bonus, Fistful of Mercy et In Vain or True, extraits de leur prestation  sur KCRW.

## Liste des titres
Toutes les chansons sont écrites et composées par Joseph Arthur, Ben Harper et Dhani Harrison.
| 1.    | In Vain or True                 | 3:58 |
| 2.    | I Don't Want to Waste Your Time | 4:02 |
| 3.    | As I Call You Down              | 3:00 |
| 4.    | Father's Son                    | 4:16 |
| 5.    | Fistful of Mercy                | 5:40 |
| 6.    | 30 Bones                        | 4:10 |
| 7.    | Restore Me                      | 5:08 |
| 8.    | Things Go 'Round                | 3:41 |
| 9.    | With Whom You Belong            | 5:33 |
| 39:28 |                                 |      |

| 10. | Fistful of Mercy (Live @ KCRW) | 5:48 |
| 11. | In Vain or True (Live @ KCRW)  | 4:09 |

## Crédits

### Membres du groupe
- Dhani Harrison : chant et chœurs, guitare acoustique, guitare électrique, basse, claviers
- Ben Harper : chant et chœurs, guitare acoustique, guitare électrique, guitare slide
- Joseph Arthur : chant et chœurs, guitare acoustique, guitare électrique, basse, claviers
- Jim Keltner : batterie, percussions
- Jessy Greene : violon

### Équipe technique et production
- Production : Fistful of Mercy
- Mastering : Gavin Lurssen, assisté de Reuben Cohen
- Mixage : Paul Hicks
- Ingénieur du son : Jeff Halbert, Sheldon Gomberg
- Design : Ben Goetting, Drew Lorimer
- Photographie : Danny Clinch